# Angus Wilson
Angus Frank Johnstone-Wilson, conocido como Angus Wilson (11 de agosto de 1913  –  31 de mayo de 1991) fue un novelista y cuentista inglés, uno de los primeros autores abiertamente homosexuales de Inglaterra. Fue galardonado con el James Tait Black Memorial Prize de 1958 por La Edad Media de la Sra. Eliot  y más tarde recibió un título de caballero por sus servicios a literatura.

## Biografía
Wilson nació en Bexhill, Sussex, Inglaterra, de padre inglés, William Johnstone-Wilson, y madre sudafricana, Maude (de soltera Caney), de una adinerada familia de comerciantes de Durban. El abuelo de Wilson había servido en un prestigioso regimiento del ejército escocés y era propietario de una finca en Dumfriesshire, donde se crio William Johnstone-Wilson (a pesar de haber nacido en Haymarket), y donde posteriormente vivió. 
Fue educado en Westminster School y Merton College, Oxford, y en 1937 se convirtió en bibliotecario en el Departamento de Libros Impresos del Museo Británico, trabajando en el nuevo Catálogo General. El empleo anterior incluía tutoría, cátering y coadministración de un restaurante con su hermano.
Durante la Segunda Guerra Mundial, trabajó en la sección naval en el establecimiento de descifrado de códigos, Bletchley Park, traduciendo códigos navales italianos. Portador de grandes pajaritas de colores brillantes, era uno de los "homosexuales famosos" de Bletchley. La situación laboral fue estresante y provocó una crisis nerviosa, por la que fue tratado por Rolf-Werner Kosterlitz.
Regresó al Museo después del final de la guerra, y fue allí donde conoció a Tony Garrett (nacido en 1929), quien sería su compañero por el resto de su vida.
La primera publicación de Wilson fue una colección de cuentos, "The Wrong Set" (1949), seguida rápidamente por la atrevida novela "Hemlock and After", que fue un gran éxito, lo que provocó invitaciones para dar conferencias en Europa.
Trabajó como revisor, y en 1955 renunció al Museo Británico para escribir a tiempo completo (aunque su situación financiera no lo justificaba) y se mudó a Suffolk.
Jugó un papel decisivo en la publicación de la primera novela de Colin Wilson en 1956  y desde 1957 dio conferencias en otros lugares, en Japón, Suiza, Australia y EE.UU. Fue nombrado  Comandante de la Orden del Imperio Británico (CBE) en los Honores de Año Nuevo de 1968, y recibió muchos honores literarios en los años siguientes. Fue nombrado Knight Bachelor en 1980 Birthday Honors, que por aquel entonces era una iniciativa pionera en el Reino Unido.

### Novelas
- Hemlock and After  (1952)
- Anglo-Saxon Attitudes  (1956)
- The Middle Age of Mrs Eliot  (1958)
- The Old Men at the Zoo  (1961)
- Llamada tardía  (1964)
- No es materia de risa  (1967)
- Como por magia  (1973)
- Prendiendo fuego al mundo  (1980)

### Colecciones de cuentos
- Ele Juego equivocado  (1949)
- Tales Darling Dodos  (1950)
- A Bit Off the Map  (1957)
- Death Dance  (historias seleccionadas, 1969)

### Otros
- Por quién doblan las cloches: un álbum de recortes de los años veinte  (1953)
- El jardín salvaje o hablando de escritura  (1963)
- El mundo de Charles Dickens  (1970)
- Los traviesos noventa  (1976)
- El extraño viaje de Rudyard Kipling: su vida y obra  (1977)
- Diversidad y profundidad en la ficción: escritos críticos seleccionados de Angus Wilson  (1983)
- Reflejos en el ojo de un escritor: piezas de viaje de Angus Wilson  (1986)